# Cascate di Rioscuro
Le cascate naturali di Rioscuro si trovano nel territorio del comune di Cineto Romano, nella Città metropolitana di Roma Capitale, formate da diversi salti in una gola dell'omonimo torrente caratterizzato da diversa portata a seconda delle stagioni.
Poste a circa 610 m s.l.m., si raggiungono in circa 35 minuti dal centro abitato percorrendo un suggestivo sentiero di recente riapertura attraverso boschi e corsi d'acqua, in uno scenario di rilevante interesse naturalistico e paesaggistico.
L'itinerario escursionistico è inserito nella rete del Sentiero Coleman e del Cammino Naturale dei Parchi, il primo un percorso di collegamento tra i Monti Lucretili e i Monti Simbruini ed il secondo un lungo itinerario che collega Roma e L'Aquila attraversando un bel tratto di Appennino Centrale.
L'ambiente umido è caratterizzato da formazioni di travertino e per la presenza del gambero di fiume (Austropotamibius pallipes), indicatore della integrità dell'ecosistema e della Salamandrina dagli occhiali (Salamandrina perspicillata).
Il Torrente Rioscuro è stato inserito come area protetta tra i Monumenti Naturali del Lazio con decreto del presidente della Regione Lazio n. T00064 del 15/02/2018 pubblicato sul BURL n. 14 del 15/02/2018.